# Tomas Tobé
Tomas Gunnar Tobé, född 16 februari 1978 i Staffans församling i Gävle, är en svensk egenföretagare, affärsman och politiker (moderat). Han är ledamot av Europaparlamentet sedan juli 2019 och var ordinarie riksdagsledamot 2006–2019, invald för Gävleborgs läns valkrets (2006–2018) respektive Stockholms läns valkrets (2018–2019).
I riksdagen var han ordförande i arbetsmarknadsutskottet 2010–2012, utbildningsutskottet 2012–2013 och 2013–2014 och justitieutskottet 2017–2018. Han var Moderaternas partisekreterare 2015–2017.

## Karriär
Tobé tog studenten 1997 efter att ha läst det samhällsvetenskapliga programmet vid Vasaskolan i Gävle. År 1998 studerade han en grundkurs i medie- och kommunikationsvetenskap vid Högskolan i Gävle.
Tobé blev i unga år medlem i Moderata ungdomsförbundet där han bland annat varit distriktsordförande för Moderata Ungdomsförbundet i Gävleborg och generalsekreterare 2000–2002. Tobé lämnade politiken för att starta företag efter valet 2002, men när Fredrik Reinfeldt presenterade de ”nya moderaterna” bestämde han sig för att återigen ge sig in i politiken.

### Riksdagen
2006 valdes Tobé till ledamot av Sveriges riksdag, invald från Gävleborgs läns valkrets. Tobé fick 2 470 personröster och var därmed endast tre röster ifrån att bli personvald. Under mandatperioden 2006–2010 valde han att arbeta med frågor kring företagande och arbete. Han var ledamot av arbetsmarknadsutskottet 2006–2012 och blev dess ordförande 2010 då tidigare ordföranden Hillevi Engström blev statsråd.
Tobé hade en central roll i att utforma den moderata jobb- och företagarpolitiken. Vid partistämmorna 2007 och 2009 fungerade han som utskottsordförande och han presenterade under 2010 en framtidsrapport med önskvärda företagsreformer fram till 2020. Tobé var även Moderaternas representant i Alliansens arbetsgrupp för entreprenörskap och hållbar tillväxt, med uppdraget att presentera en ny företagarpolitik för mandatperioden 2010–2014, och han var Moderaternas näringspolitiska talesperson inför valet 2010. För riksdagsåret 2007–2008 blev han av föreningen Företagarna utsedd till Alliansens mest företagarvänliga riksdagsledamot.
När Tobé omvaldes till en andra mandatperiod i valet 2010 fick han 4 070 kryss vilket motsvarade 9,92 procent av de moderata rösterna i Gävleborgs län, vilket innebar att han blev personvald riksdagsledamot. I valet 2014 blev Tobé återigen personvald av väljarna i hans hemlän med 8,11 procent av de moderata rösterna.
I maj 2012 utsågs Tobé till Moderaternas skolpolitiska talesperson och ordförande i utbildningsutskottet. När Anna Kinberg Batra förväntades bli ny partiledare efter Moderaternas valförlust 2014 bad hon Tobé att bli ny partisekreterare, vilket han valdes till i januari 2015. Efter en tid av svaga opinionssiffror för Moderaterna under 2017 petades han dock från posten, och blev istället partiets rättspolitiska talesperson, vilket han var till februari 2019.

### Europaparlamentet
På Moderaternas nomineringsstämma hösten 2018 valde partirådet att sätta Tobé som förstanamn på partiets lista inför Europaparlamentsvalet 2019. Tobé blev personvald och var den kandidat i valet som fick flest personkryss, sammanlagt 150 726 stycken.
I parlamentet var Tobé under sin första mandatperiod 2019–2024 ordförande för utskottet för utveckling och bistånd. Han var också en av parlamentets huvudförhandlare i arbetet med den migrationspakt som antogs 2024.
Efter att Tobé blivit omvald i valet 2024 utsågs han till en av tio viceordförande i partigruppen EPP. Han är också ledamot i utskottet för rättsliga frågor och viceordförande i delegationen för förbindelserna med Belarus.

## Privatliv
Tomas Tobé är gift med Markus Tobé. Paret har tvillingar födda via surrogatmödraskap.
Vid Gaygalan 2008 utsåg tidskriften QX Tobé till årets homo.